# Quintus Fulvius Flaccus (consul en -180)
 (octobre 2019).
Pour les articles homonymes, voir Fulvius Flaccus.
Quintus Fulvius Flaccus est un consul de la République romaine (suffect en 180 av. J.-C., de droit en 179). Il est le fils de Gnaeus Fulvius Flaccus et le père de Gaius Fulvius Flaccus, (consul en 134 av. J.-C.).